# جغرافیای کومور

نقشه همه جزایر

موقعیت کومور (در دایره)

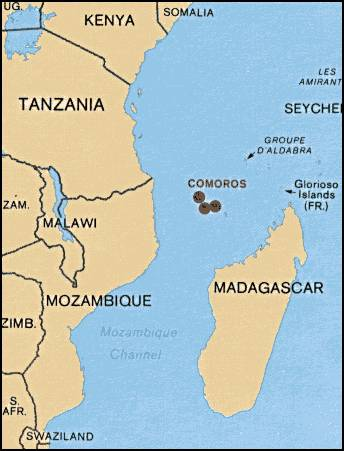
نقشه کومور و آفریقای جنوبی

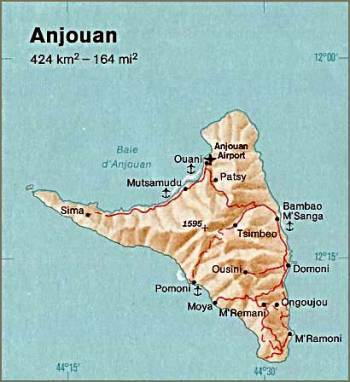
نقشه انجوان

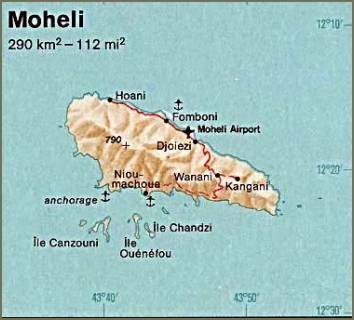
نقشه موهلی

کشور کومور یا اتحاد قمر، شامل چهار جزیره اصلی است که در امتداد یک محور شمال غربی-جنوب شرقی در انتهای شمالی کانال موزامبیک، بین موزامبیک و جزیره ماداگاسکار قرار گرفته‌اند. این جزایر که هنوز به‌طور گسترده با نام فرانسوی خود شناخته می‌شوند، به‌طور رسمی توسط دولت قمر با نام‌های سواحلی خود خوانده می‌شوند. این جزایر عبارتند از گراند کومور (نجازیدجا)، موهِلی (موالی)، آنژوان (نزوانی) و مایوت (ماهوره) هستند. (نام‌های در پرانتز نام‌های سواحلی جزایر است). فاصله جزیره‌ها از یکدیگر، در کنار کمبود امکانات بندری خوب، ترابری و ارتباطات را با مشکل مواجه می‌کند. گراند کومور حدود ۲۰۰ کیلومتر از مایوت، چهل کیلومتر از موهلی، و هشتاد کیلومتر از گراند کومور فاصله دارد. جزایر قمر آفتابی هستند.

## جزئیات
مساحت این جزایر ۲۲۳۶ کیلومتر مربع (شامل مایوت) است و ادعای آب‌های سرزمینی آن ۳۲۰ کیلومتر مربع است. کوه کارتالا (۲۳۱۶ متر) در گراند کومور یک آتشفشان فعال است. از ۱۷ تا ۱۹ آوریل ۲۰۰۵، این آتشفشان شروع به پرتاب خاکستر و گاز کرد و بیش از ۱۰ هزار نفر را مجبور به فرار کرد. قمر در داخل صفحه سومالی واقع شده است.
تخریب و فرسایش خاک ناشی از کشت محصولات در شیب‌ها بدون ایوان‌بندی مناسب و جنگل‌زدایی از مسائل زیست‌محیطی کنونی در اتحاد قمر است.

## گراند کومور
گراند کومور بزرگ‌ترین جزیره در این گروه از جزایر است که شصت و هفت کیلومتر طول و بیست و هفت کیلومتر عرض دارد و مساحت آن ۱۱۴۶ کیلومتر مربع است. این جزیره که از چهار جزیره در مجمع الجزایر دیرتر پدید آمده است، منشأ آتشفشانی نیز دارد. دو آتشفشان برجسته‌ترین ویژگی‌های توپوگرافی جزیره را تشکیل می‌دهند: لاگریل در شمال، با ارتفاع ۱۰۰۰ متر، خاموش شده و تا حد زیادی فرسایش یافته است. کارتالا در جنوب، با ارتفاع ۲۳۶۱ متر، آخرین بار در سال ۱۹۷۷ فوران کرد. فلاتی به ارتفاع متوسط ۶۰۰ تا ۷۰۰ متر این دو کوه را به هم متصل می‌کند. از آنجایی که گراند کومور از نظر زمین‌شناسی جزیره ای نسبتاً جدید است، خاک آن نازک و صخره‌ای است و نمی‌تواند آب را در خود نگه دارد. در نتیجه، آب حاصل از بارندگی شدید جزیره باید در مخازنی ذخیره شود. هیچ صخره مرجانی در امتداد ساحل وجود ندارد و جزیره فاقد بندر خوبی برای کشتی‌ها است. یکی از بزرگ‌ترین بقایای جنگل‌های بارانی قُمُر که زمانی گسترده بود، در دامنه‌های کارتالا قرار دارد. پایتخت کشور از سال ۱۹۶۲ در مورونی بوده است.

## آنژوان
آنژوان، مثلثی‌شکل است و چهل کیلومتر از نوک تا پایین جزیره مسافت است و کل جزیره ۴۲۴ کیلومتر مربع مساحت دارد. سه رشته کوه - سیما، نیوماکله و جیمیلیمه - از یک قله مرکزی به نام متینگویی (۱۵۷۵ متر) سرچشمه می‌گیرند و شکل متمایزی به جزیره می‌دهند. آنژوان که از دید زمین‌شناختی قدمت بیشتری نسبت به گراند کومور دارد، پوشش خاک عمیق‌تری دارد، اما کشت بیش از حد باعث فرسایش جدی خاک شده است. صخره‌های مرجانی نزدیک به ساحل قرار دارند. مرکز جزیره یعنی موتسامودو بندر اصلی آن نیز است.

## موهلی
موهلی سی کیلومتر درازا و دوازده کیلومتر پهنا دارد و مساحت آن ۲۹۰ کیلومتر مربع است. این جزیره کوچک‌ترین در میان چهار جزیره است و دارای یک زنجیره کوه مرکزی است که در بالاترین حد خود به ۸۶۰ متر می‌رسد. مانند گراند کومور، توده‌هایی از جنگل‌های بارانی را حفظ کرده است. مرکز موهلی شهر فومبونی است.

## مایوت
مایوت که از نظر زمین‌شناسی قدیمی‌ترین جزیره از چهار جزیره است، سی و نه کیلومتر طول و بیست و دو کیلومتر عرض دارد که مجموعاً ۳۷۵ کیلومتر مربع است و بلندترین نقاط آن بین ۵۰۰ تا ۶۰۰ متر از سطح دریا ارتفاع دارد. به دلیل هوازدگی بیشتر سنگ‌های آتشفشانی، خاک در برخی مناطق نسبتاً غنی است. یک صخره مرجانی به خوبی توسعه‌یافته که بیشتر جزیره را احاطه کرده است، حفاظت از کشتی‌ها و زیستگاه ماهی‌ها را تضمین می‌کند. جاوجی، پایتخت قمر تا سال ۱۹۶۲ و در حال حاضر مرکز اداری مایوت، بر روی صخره‌ای در ساحل شرقی جزیره اصلی واقع شده است. جاوجی توسط یک گذرگاه دست‌ساز به «لو پامانزی» متصل می‌شود. لو پامانزی در فاصله ده کیلومتری مایوت قرار دارد و بزرگ‌ترین جزیره در میان چندین جزیرک مجاور مایوت است. جزیرک‌های چندی در آب‌های ساحلی مایوت پراکنده هستند. این امر برای گراند کومور، آنژوان و موهلی هم صادق است.

## گیاهان و جانوران
آب‌های جزایر قمر زیستگاه تهی‌خار (کولاکانت) است، ماهی کمیاب با باله‌های اندام‌مانند و اسکلت غضروفی. این ماهی بازمانده از دوران باستان است که قدمت آن به ۴۰۰ میلیون سال می‌رسد و زمانی تصور می‌شد که حدود ۷۰ میلیون سال پیش منقرض شده است. یک نمونه زنده در سال ۱۹۳۸ در جنوب آفریقا صید شد. از آن زمان تا به حال تهی‌خارهای دیگری در مجاورت جزایر قمر یافت شده‌اند.
چندین پستاندار، منحصر به خود جزایر هستند. خفاش میوه‌ای لیوینگستون زمانی که کاشف آن دیوید لیوینگستون آن را در سال ۱۸۶۳ کشف کرد، فراوان بود، اما شمار آن به جمعیتی حدود ۱۲۰ نفر کاهش یافته است که به‌طور کامل در آنژوان است. بزرگ‌ترین خفاش جهان، خفاش میوه ای جت سیاه رنگ لیوینگستون دارای طول بال‌های نزدیک به دو متر است. یک گروه حفاظتی بریتانیایی در سال ۱۹۹۲ یک گروه اکتشافی به قمر فرستاد تا تعدادی از این خفاش‌ها را به بریتانیا بیاورند تا جمعیتی برای تولید مثل ایجاد کنند.
گونه دورگه‌ای از لمور قهوه‌ای معمولی که در اصل از ماداگاسکار است، قبل از استعمار اروپا توسط انسان به این جزایر وارد شد و امروزه هم در مایوت یافت می‌شود. لمور خدنگی که آن هم توسط انسان از ماداگاسکار وارد قمر شده، در جزایر موهلی و آنژوان یافت می‌شود.
۲۲ گونه پرنده منحصر به مجمع الجزایر این ناحیه هستند و ۱۷ گونه از آنها محدود به اتحادیه قمر هستند. این پرندگان شامل مرغ حق کارتالا، مرغ حق آنژوان و مگس‌گیر هامبلات است.
تا حدودی در پاسخ به فشارهای بین‌المللی، قمری‌ها در دهه ۱۹۹۰ بیشتر نگران محیط زیست شدند. اقداماتی نه تنها برای حفظ جانوران کمیاب، بلکه برای مقابله با تخریب محیط زیست، به ویژه در آنژوان پرجمعیت در حال انجام است. به‌طور خاص، برای به حداقل رساندن قطع درختان برای سوخت، به نفت سفید یارانه پرداخت می‌شود و تلاش‌هایی برای جایگزینی از بین رفتن پوشش جنگلی ناشی از تقطیر یلانگ یلانگ برای عطر در حال انجام است. صندوق حمایت از توسعه جامعه، که توسط انجمن توسعه بین‌المللی (IDA، وابسته به بانک جهانی) و دولت قمر پشتیبانی می‌شود، برای بهبود تأمین آب در جزایر نیز تلاش می‌کند.

## آب و هوا

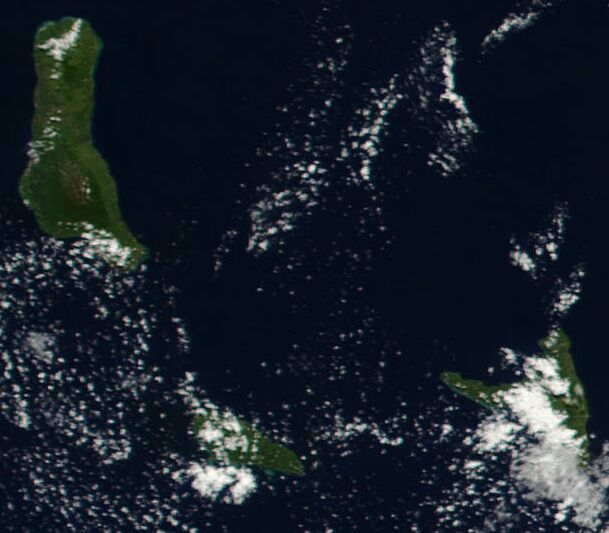
تصویر ماهواره‌ای از جزایر قمر در آپریل ۲۰۰۲.

آب و هوای قمر استوایی دریایی است، با دو فصل: گرم و مرطوب از نوامبر تا آوریل، نتیجهٔ بادهای موسمی شمال شرقی، و فصل خنک تر و خشک‌تر در بقیه ایام سال. میانگین دمای ماهانه در امتداد سواحل بین ۲۳ تا ۲۸ درجه سلسیوس (۷۳٫۴ تا ۸۲٫۴ درجه فارنهایت) درجه است. اگرچه میانگین بارندگی سالانه ۲٬۰۰۰ میلیمتر (۷۸٫۷ اینچ) است، آب در بسیاری از مناطق قمر یک کالایی کمیاب است. موهلی و مایوت دارای نهرها و دیگر منابع طبیعی آب هستند، اما گراند کومور و آنژوان، که بستر کوهستانی آنها آب را کم نگه می‌دارد، تقریباً فاقد آب جاری طبیعی هستند. طوفان‌هایی که در فصل گرم و مرطوب رخ می‌دهد، می‌توانند خسارات زیادی به خصوص در مناطق ساحلی ایجاد کند. به‌طور متوسط، حداقل دو بار در هر دهه خانه‌ها، کشتزارها و تأسیسات بندری توسط این طوفان‌های بزرگ ویران می‌شوند.